# Empréstimos P2P
O empréstimo P2P, também chamado empréstimo entre pessoas, é caracterizado pelo uso de plataforma na web para captação e distribuição de valores sem a intervenção de uma instituição financeira tradicional.
No Brasil, é regulamentado pela resolução 4.656 de 26/04/2018 do Banco Central, que criou duas novas modalidades de empresas de crédito não vinculadas a banco ou instituição financeira: as Sociedades de Crédito Direto (SDC) e as Sociedades de Empréstimo entre Pessoas (SEP).
A Sociedade de Empréstimo entre Pessoas (SEP) é instituição financeira que tem por objeto a realização de operações de empréstimo e de financiamento entre pessoas exclusivamente por meio de plataforma eletrônica. Os credores podem ser pessoas físicas, instituições financeiras, fundos de investimento, companhias securitizadoras e outras pessoas jurídicas. Os devedores podem ser pessoas físicas ou jurídicas brasileiras.
De acordo com a norma, o investidor pode emprestar até R$ 15 mil para cada devedor. A regra não se aplica a investidor qualificado.